# Operațiunea Barbarossa
Operațiunea Barbarossa (în germană Unternehmen Barbarossa) a fost numele de cod secret acoperitor folosit de conducerea  Germaniei naziste pentru operația militară de invadare a Uniunii Sovietice în timpul celui de-al Doilea Război Mondial, acțiune începută la 22 iunie 1941. Scopul inițial al operațiunii a fost cucerirea Rusiei Europene și a Ucrainei până la Arhanghelsk în nord și Astrahan în sud. Se presupune că eșecul Operațiunii Barbarossa a dus, în cele din urmă, la înfrângerea Germaniei naziste, fiind un punct de cotitură pentru soarta celui de Al Treilea Reich condus de Adolf Hitler. Frontul de răsărit care a fost deschis prin această operațiune avea să devină cel mai mare teatru de lupte al celui de Al Doilea Război Mondial. Pe acest front s-au purtat unele dintre cele mai mari și violente bătălii, cu uriașe pierderi de vieți omenești, în  condiții cumplite atât pentru germani cât și pentru sovietici. Numele de cod al operațiunii vine de la numele împăratului romano-german Frederic Barbarossa (1122 - 1190) al Sfântului Imperiu Roman.

## Intențiile germanilor
Germanii afirmau că se tem că Armata Roșie se pregătește să atace Germania nazistă și din acest motiv atacul asupra Uniunii Sovietice era justificat ca război preventiv. Cititorii cărții lui Hitler Mein Kampf („Lupta mea”) nu ar fi trebuit să fie surprinși în momentul în care Uniunea Sovietică a fost atacată de naziști. În această lucrare, Hitler afirma convingerea sa că germanii ar fi avut nevoie de Lebensraum (tradus „Spațiu vital”, adică teren și materii prime), care putea fi găsit numai în răsăritul Europei). Scopul declarat al naziștilor era să deporteze și să înrobească populația slavă din răsărit, pe care o considerau inferioară din punct de vedere rasial și să colonizeze zonele estice cu populație etnică germană. Toată populația urbană a Uniunii Sovietice urma să fie exterminată prin înfometare, ceea ce ar fi creat un surplus de produse agricole cu care ar fi fost hrăniți germanii. Ideologul german Alfred Rosenberg, pe timpul preparativelor de atac, în conformitate cu principiile lui Hitler, a propus împărțirea teritoriului sovietic în următoarele subdiviziuni administrative (Reichskommissariate):
- Ostland - Estul adică (Țările Baltice și Belarus),
- Ukraine - (Ucraina și teritoriile adiacente),
- Kaukasus - Caucazul,
- Moskau - (Zona metropolitană Moscova și restul Rusia Europeană).

Naziștii aveau ca scop final distrugerea Rusiei ca entitate politică în conformitate cu ideea geopolitică a Lebensraum-ului („Drang nach Osten”), pentru propășirea generațiilor viitoare ariene.
„Führerul” a prevăzut câștigurile suplimentare cauzate de cucerirea Rusiei europene:
- Armata Roșie, fiind cea mai mare din lume, anihilată înainte de invadarea Angliei.
- Prin înfrângerea Uniunii Sovietice s-ar fi rezolvat lipsa cronică de forță de muncă din industria germană prin demobilizarea trupelor.
- Ucraina urma să devină o sursă sigură de hrană ieftină.
- Populația sovietică urma să fie transformată într-o sursă ieftină de forță de muncă (sclavie modernă), acest fapt urmând să îmbunătățească poziția geo-strategică a Germaniei.

Înainte de declanșarea Operațiunii Barbarossa, Germania Nazistă și Uniunea Sovietică se aflau în relații prietenești, în special după semnarea pactului Molotov-Ribbentrop cu puțin timp înaintea invaziei Poloniei. Această înțelegere era un pact de neagresiune de fațadă, principalele prevederi fiind cuprinse în acordurile secrete, care stabileau împărțirea statelor învecinate între cele două puteri. Pactul a fost o surpriză de proporții pentru statele lumii din cauza ostilității reciproce afișate până în acel moment, cât și ca urmare a deosebirilor ideologice uriașe dintre comunism și nazism.
Hitler dorea de multă vreme să cucerească vestul Rusiei pentru a exploata populația slavă compusă din persoane considerate untermensch („suboameni” sau „oameni inferiori”). Pactul de neagresiune a fost o înțelegere pentru câștigarea unor avantaje pe termen scurt. Ideologiile diametral opuse ale Germaniei și Rusiei aveau să degenereze în cele din urmă în conflict armat între cele două state.
Reputația lui Stalin a contribuit atât la justificarea atacului nazist cât și la încrederea în succesul operațiunii. În deceniul al patrulea, Stalin a hotărât închiderea sau executarea a milioane de oameni în ceea ce avea să se numească Marea Epurare. Printre cei care au fost executați sau au fost trimiși în Gulag au fost numeroși ofițeri și strategi experimentați și competenți, rezultatul fiind slăbirea Armatei Roșii. Naziștii au pus deseori accentul pe brutalitatea regimului sovietic atunci când propaganda trata problema slavilor "inferiori".
Operațiunea Barbarossa a fost, în primul rând, rezultatul gândirii lui Hitler. Generalii germani îl avertizaseră asupra primejdiei unui război dus pe două fronturi. Hitler se considera un geniu militar și politic și la începutul războiului germanii au obținut mai multe victorii fulgerătoare, chiar în condițiile a ceea ce păreau greutăți insurmontabile, în urma unor acțiuni îndrăznețe, în contradicție cu opiniile profesionale ale militarilor. La început, îndrăzneala și disponibilitatea lui Hitler de a-și asuma riscuri specifice, combinate cu disciplina trupelor și noile tactici ale Blitzkriegului, au dus la ocuparea aproape fără luptă a regiunii sudete și a Cehoslovaciei, iar mai apoi a Poloniei, Danemarcei și Norvegiei cu eforturi militare minime. Hitler a reușit să provoace rapid prăbușirea Franței, ocolind Linia Maginot prin Luxemburg, încercuind numeroase trupe ale aliaților în nord și în sud. Punga din nord s-a prăbușit, trupele prinse în capcană fiind în mare parte evacuate din Dunquerque. Forțele britanice retrase în patrie au rezistat atacului german în special datorită superiorității navale și, parțial, datorită puterii aviației regale. În ciuda faptului că a fost incapabil să obțină capitularea Angliei, din cauza inferiorității forțelor navale și a insuficientei flote de bombardiere strategice, Hitler s-a arătat nerăbdător să continue cu atacul mult dorit în răsărit, fiind convins că, în urma înfrângerii Uniunii Sovietice, britanicii aveau să cerșească pacea.
"Noi nu trebuie decât să dăm un șut în ușă și toată structura putrezită se va prăbuși" 
— Hitler
Hitler era extrem de încrezător în sine datorită succesului rapid din Europa Occidentală, cât și datorită incapacității dovedite de Armata Roșie în războiul împotriva Finlandei. El s-a asteptat la o victorie obținută în câteva luni de vară-toamnă și nu s-a pregătit pentru un conflict care s-ar fi purtat în condițiile iernii rusești, nedotându-și trupele cu echipament călduros.

## Pregătirile germane
În cadrul pregătirilor pentru atac, Hitler a ordonat deplasarea a 3,2 milioane de soldați către frontiera sovietică, a hotărât lansarea a numeroase raiduri de recunoaștere aeriană deasupra teritoriului sovietic și a impus stocarea în depozite din est a unor cantități uriașe de materiale necesare atacului. Astfel se profita de credința de nestrămutat a lui Stalin că Germania nu va fi capabilă să atace decât la cel puțin doi ani după semnarea pactului Molotov-Ribbentrop. Stalin mai credea că germanii vor dori mai întâi să determine Anglia să ceară pace, mai înainte de a deschide un front în răsărit. În ciuda avertismentelor repetate ale serviciilor sovietice de spionaj, Stalin a refuzat să dea crezare informațiilor alarmante, apreciind că este vorba de dezinformări britanice care încercau să târască URSS-ul în război împotriva Germaniei pentru a ușura situația englezilor. Guvernul german i-a informat pe sovietici că mișcarea de trupe și materiale de război către răsărit s-a făcut numai pentru a le scoate de sub amenințarea bombardierelor britanice. Germanii au mai explicat că încearcă să-i păcălească pe britanici că se încearcă atacarea URSS-ului, trupele și proviziile stocate în răsărit fiind destinate de fapt invaziei peste Canalul Mânecii. Este dovedit astăzi că un spion aflat în slujba sovieticilor, Dr. Richard Sorge, i-a transmis lui Stalin data exactă a lansării atacului antisovietic. De asemenea, criptanaliștii suedezi conduși de Arne Beurling reușiseră să afle data atacului. Ca rezultat al tuturor acestor fapte, pregătirile împotriva unui atac german au fost făcute de Stalin cu neîncredere și la o scară insuficient de largă.
Germanii au pregătit niște operațiuni pentru înșelarea vigilenței sovieticilor, pentru a le întări convingerea că se pregătește un atac peste Canalul Mânecii în aprilie 1941: operațiunile Haifisch și Harpune. Aceste două operațiuni simulau pregătiri pentru atacul Marii Britanii, care s-ar fi desfășurat din Norvegia, de pe coasta franceză și din Bretania, totul combinat cu lansarea de zvonuri despre concentrarea de trupe în sectoarele menționate mai sus. S-au desfășurat activități specifice, precum concentrarea de vase militare, zboruri de recunoaștere și antrenamente intensive. Au fost proiectate mai multe planuri de invazie ale căror detalii au cazut "în mod accidental" în mâinile contrainformațiilor sovietice.
Germanii aveau probleme în a pune la punct o strategie care să asigure o invazie încununată cu succes în URSS. Hitler, OKW-ul (Oberkommando der Wehrmacht) și diferitele comandamente nu cădeau de acord asupra unui plan cuprinzător în ceea ce privește atacul împotriva Uniunii Sovietice și obiectivele principale ale acestui atac. OKW dorea un atac direct spre Moscova. Hitler dorea să cucerească mai întâi Ucraina bogată în resurse agricole și minerale și,  de asemenea,  dorea să ocupe zona Baltică mai înainte de a ataca Moscova. Aceste neînțelegeri au șubrezit planificarea logistică a atacului, întârziindu-l cu mai mult de o lună față de data inițială plănuită pentru atac (mai 1941). 
Strategia asupra căreia Hitler și generalii săi au căzut de acord a fost să implice trei grupuri de armate desemnate să cucerească regiuni și mari orașe sovietice special desemnate pentru fiecare. Cele trei atacuri principale germane aveau să se îndrepte de-a lungul rutelor istorice de invazie din trecut.
Grupul de Armate Nord a fost desemnat să mărșăluiască prin Țările Baltice, să intre în zona de nord a Rusiei și să cucerească sau să distrugă orașul Leningrad.
Grupul de Armate Centru avea să atace direct către Smolensk, după care avea să aibă ca țintă Moscova, traversând ceea ce astăzi este Belarus și regiunile central-vestice ale Rusiei.
Grupul de Armate Sud trebuia să balanseze între atacul din zona agricolă intens populată din centrul Ucrainei, să cucerească Kiev mai înainte de a-și schimba direcția atacului către sud-estul Rusiei, către stepele din zona râului Volga și mai departe către zona petrolieră din Caucaz.

## Pregătirile sovietice
În deceniul al cincilea, Uniunea Sovietică nu era deloc o țară slabă. Industrializarea rapidă a țării din urmă cu un deceniu făcuse ca țara să aibă a doua producție industrială din lume, după cea a SUA, egală cu cea a Germaniei naziste. Producția de echipamente militare era în continuă creștere, iar în anii antebelici economia sovietică a început să fie orientață tot mai pregnant spre producția militară. La începutul deceniului al patrulea, s-au pus bazele unei noi doctrine operaționale pentru Armata Roșie, iar în 1936 această nouă doctrină a fost promulgată sub forma "Regulamentelor militare".
În 1941, forțele armate sovietice din raioanele vestice ale URSS-ului depășeau ușor numeric pe cele germane. Numărul total al trupelor sovietice din iunie 1941 era ceva mai mare de 5 milioane de oameni, ceva mai mult decât forțele terestre germane necesare Operațiunii Barbarossa. Mai mult, în cazul unei mobilizări generale, forțele sovietice s-ar fi întărit mult și ar fi putut aduce pe front mai mulți soldați decât ar fi reușit germanii. Dacă, de-a lungul timpului, forțele combatanților au variat mult, se poate spune că, la începutul campaniei din 1941, cele două armate erau aproximativ egale.
În domeniul anumitor categorii de arme, avantajul numeric sovietic era considerabil. Armata Roșie avea o superioritate importantă în ceea ce privește tancurile. Armata Roșie avea un total de 24.000 de tancuri, dintre care 12.782 erau în cinci districte militare vestice, (dintre care trei urmau să facă față atacului direct al germanilor). Wehrmachtul avea în total 5.200 de tancuri, dintre care 3.350 erau destinate invaziei. Proporția de tancuri disponibile în cazul atacului german era de 4:1 în favoarea sovieticilor. T-34 era cel mai modern tanc rusesc al vremurilor sale, iar BT-8 era cel mai rapid. Numărul de piese de artilerie și de avioane era de asemenea în favoarea sovieticilor, iar mulți au apreciat că tunul de câmp A-19 era cel mai bun model construit până în acel moment în lume. Totuși, modelele cele mai moderne de tancuri sovietice nu erau disponibile pe front în număr suficient de mare la începutul războiului.
Avantajul numeric sovietic era contrabalansat de calitatea incomparabilă mai bună a avioanelor germane, ca și de pregătirea mult superioară a piloților germani și de entuziasmul lor. Corpul ofițeresc sovietic fusese decimat de epurările staliniste (1935–1938), în timpul cărora aproape o treime dintre ofițerii experimentați ai Armatei Roșii și aproape toți generalii sovietici au fost executați sau au fost trimiși în Siberia și au fost înlocuiți cu alții mai „de încredere din punct de vedere politic”. Dintre cei cinci mareșali ai perioadei antebelice, trei au fost executați. Aproape două treimi dintre comandanții corpurilor de armată și ai diviziilor au fost împușcați. În locul acestora au fost numiți ofițeri tineri, neexperimentați. De exemplu, în 1941, 75% dintre ofițeri se aflau la comandă de mai puțin de un an. Comandanții sovietici erau în medie cu 12 ani mai tineri decât cei germani. Ofițerii ezitau foarte mult să ia hotărâri de unii singuri și, de multe ori, erau insuficient pregătiți.
Multe dintre trupele sovietice nu erau pregătite de război. Astfel, unitățile de aviație aveau avioanele garate în rânduri dese, frumos aliniate, ca pe timp de pace, nu dispersate așa cum ar fi trebuit să fie pe timp de război, devenind astfel ținte ușoare pentru avioanele de atac la sol, în primele zile ale conflictului. Aviația sovietică de vânătoare nu avusese permisiunea să doboare avioanele de recunoaștere germane în ciuda sutelor de zboruri efectuate de naziști în spațiul aerian al URSS-ului în perioada de dinaintea invaziei. Aviația de vânătoare sovietică era dotată cu numeroase avioane depășite moral, (biplanul I-15 și I-16) și cu numai câteva avioane moderne MiG și LaGG. Un număr redus de avioane aveau radiouri, iar cele disponibile nu funcționau la parametri ridicați, iar tacticile aeriene erau primitive.
Armata Roșie era dispersată și nu era antrenată pentru război, iar unitățile militare erau separate și fără mijloace mecanizate pentru transportul în vederea concentrărilor de dinaintea luptelor. Deși artileria sovietică avea numeroase piese, bine proiectate și excelent executate, multe tunuri nu erau aprovizionate corespunzător cu muniție. Unitățile de artilerie nu aveau destule mijloace mecanizate de transport pentru a fi deplasate în zonele de conflict. Unitățile de tancuri erau numeroase și bine echipate, dar erau lipsite de suport logistic, iar echipajele nu erau antrenate corespunzător. Unitățile de întreținere și reparații pentru tancuri erau total nesatisfăcătoare. Unitățile de tancuri erau trimise în zonele de conflict fără a se face programarea aprovizionării cu combustibili, muniție sau înlocuirea echipajelor descompletate sau prea obosite de luptă. Uneori, după o singură angajare în luptă, unitățile de tancuri au fost distruse. Faptul că armata era în plin proces de reorganizare a unităților de blindate în Corpuri de tancuri mai mari a adăugat noi factori dezorganizării.
Ca rezultat, deși pe hârtie Armata Roșie părea să fie egală celei germane în 1941, realitatea pe câmpul de luptă a arătat cu totul diferit. Ofițerii incompetenți, suportul logistic motorizat insuficient și antrenamentul insuficient au plasat Armata Roșie într-o poziție profund dezavantajată atunci când a trebuit să facă față atacului german. De exemplu, de-a lungul întregii campanii, sovieticii au pierdut șase tancuri pentru fiecare tanc german distrus.
Contraargumente pentru această interpretare au fost date în cartea Spărgătorul de gheață a fostului  dezertor GRU, Viktor Suvorov. În această carte se afirmă că forțele terestre erau extrem de bine organizate și erau mobilizate în masă de-a lungul întregii granițe germano-sovietice în vederea unei invazii sovietice în Europa hotărâtă pentru duminică 6 iulie 1941. Planul german Barbarossa, pretinde autorul, a fost de fapt o lovitură preventivă, care a valorificat concentrarea masivă de trupe de la granița comună. Suvorov afirmă în cartea sa că, de fapt, concentrarea de trupe sovietice din zona vestică a țării avea caracter ofensiv, nu defensiv, așa cum se afirmă de obicei. Această interpretare a faptelor a fost respinsă de majoritatea istoricilor, în particular de David Glantz, și nu a găsit sprijin printre oamenii de știință occidentali. Totuși, lucrurile par altfel pentru est-europeni, inclusiv pentru Rusia, unde dezbaterile despre natura conflictului germano-sovietic nu s-au încheiat. Un studiu serios al istoricului militar rus Mihail Meltiuhov ("Ocazia pierdută de Stalin") sprijină afirmațiile conform cărora forțele sovietice erau concentrate pentru a ataca Germania. El respinge însă afirmațiile conform cărora invazia germană a fost de fapt un atac preventiv. Meltiuhov crede că ambele părți se pregăteau de atac, dar nici unul dintre beligeranți nu credea că inamicul este gata de atac.
Propaganda sovietică din perioada antebelică afirma, desigur, invariabil, că Armata Roșie era foarte puternică și era capabilă să învingă orice adversar.
Fiind înconjurat numai de ofițeri care îi spuneau doar ce voia dictatorul să audă, având o încredere oarbă în pactul de neagresiune, Stalin a ajuns să creadă că pozițiile Uniunii Sovietice de la începutul anului 1941 erau mult mai puternice decât în realitate. În primăvara anului 1941, serviciile sovietice de spionaj au făcut informări repetate și au dat avertismente regulate despre iminentele pregătiri de război ale Germaniei. Stalin credea așa de mult în ofițerii săi și în puterea militară a armatei încât, atât el cât și statul său major, deși erau informați de pregătirile germane și au ordonat executarea unor pregătiri importante, au decis să nu riște să-l provoace pe Hitler. În consecință, trupele de la granița sovietică nu au fost trecute în stare de alarmă de luptă și li s-a interzis chiar să riposteze cu foc atunci când erau atacați, dacă nu primeau permisiunea să tragă. De aceea, a fost decretată o alertă parțială pe 10 aprilie, Armata Roșie pur și simplu nefiind gata de luptă atunci când a izbucnit atacul nazist. Aceasta poate fi sursa argumentelor lui Viktor Suvorov. Stalin a refuzat să ordone mobilizarea generală a armatei.
Totuși, în zona din spatele frontierei erau masate trupe sovietice foarte numeroase, dar aceste trupe erau vulnerabile ca urmare a schimbărilor în doctrina și tactica Armatei Roșii. În 1938, la insistențele generalului Pavlov, a fost introdusă o tactică de apărare liniară standard. Diviziile de infanterie, întărite cu subunități organice de tancuri, erau îngropate în zone puternic fortificate. A venit apoi înfrângerea Franței. Armata franceză, considerată a doua ca forță în Europa după Armata Roșie, a fost înfrântă în numai șase săptămâni. Analizele sovietice ale înfrângerii franceze, bazate pe informații incomplete, au ajuns la concluzia că prăbușirea Franței era datorată tacticilor bazate pe apărarea liniară și pe lipsa rezervelor de unități blindate. Sovieticii au decis să nu repete aceste erori. În loc să se pregătească de construirea de fortificații pentru o apărare liniară, din acel moment înainte, diviziile de infanterie aveau să se fie concentrate în formații mobile mari. Toate tancurile urmau să fie concentrate în 31 unități mecanizate gigantice, fiecare dintre ele gândite să fie mai mari decât armatele germane de tancuri, (deși puține au ajuns la aceste dimensiuni până la 22 iunie). În cazul unui atac german, vârfurile de atac blindate urmau să fie distruse de corpurile mecanizate sovietice. Acestea aveau mai apoi să coopereze cu armatele de infanterie pentru a împinge înapoi infanteria germană, vulnerabilă în înaintarea ei fără sprijinul tancurilor. Flancul stâng sovietic urma să fie întărit excepțional de mult pentru a fi capabil să execute o învăluire strategică. După distrugerea Grupului de Armate Sud, s-ar fi deplasat către nord prin Polonia, către spatele Grupurilor de Armate Centru și Nord. Anihilarea completă a armatei germane ar fi fost astfel inevitabilă.
'"Efectivele forțelor oponenților de la granița sovietică de vest, 22 iunie 1941"'
|                                    | Armata Roșie | Armata Germană (inclusiv aliații) | Raportul |
| ---------------------------------- | ------------ | --------------------------------- | -------- |
| Divizii                            | 190          | 166                               | 1,1 : 1  |
| Personal                           | 3.289.851    | 4.306.800                         | 1 : 1,3  |
| Artilerie                          | 59.787       | 42.601                            | 1,4 : 1  |
| Tancuri (inclusiv tunuri de asalt) | 15.687       | 4.171                             | 3,8 : 1  |
| Avioane                            | 10.743       | 4.846                             | 2,2 : 1  |

Sursa: Mihail Meltiuhov "Ocazia pierdută de Stalin", tabelul 47

## Atacul22 iunie1941

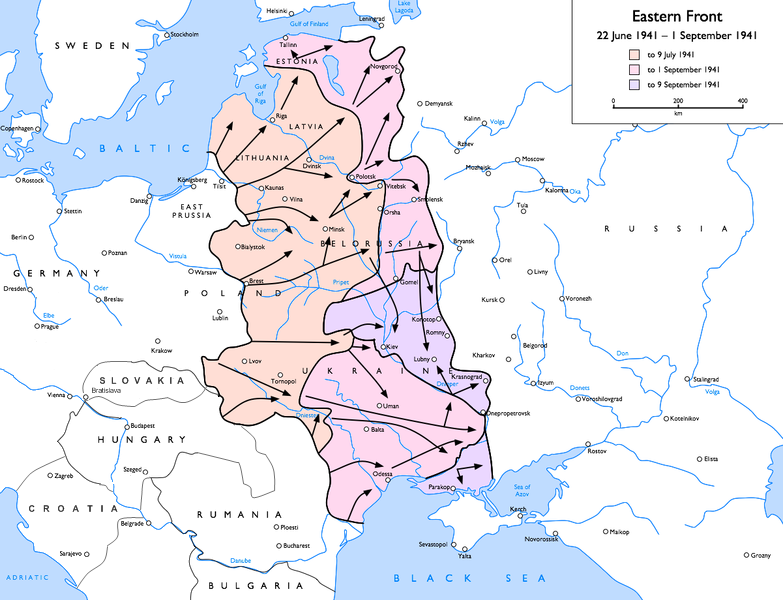
Avansarea germană în timpul Operațiunii Barbarossa, din 22 iunie 1941 până la 9 septembrie 1941

La 4:15 dimineața (ora României), pe 22 iunie 1941, forțele Axei au atacat. Este dificil să fie socotite cu precizie puterea beligeranților în faza inițială a atacului, de vreme ce cea mai mare parte a cifrelor germane includ și rezervele destinate frontului de răsărit, dar care nu ajunseseră încă în zona de conflict, dar și datorită unor altor câtorva criterii de comparație dintre cele două părți. O estimare destul de exactă este aceea că aproximativ 2,6 milioane de soldați germani au intrat în acțiune pe 22 iunie și că aveau în fața lor un număr sensibil egal de soldați sovietici cantonați în districtele militare de graniță. Contribuția aliaților Germaniei avea să se facă simțită ceva mai târziu în timpul campaniei. Supriza a fost completă: STAVKA, alarmată de rapoartele conform cărora trupele germane se apropiau de graniță în formații de luptă, a ordonat la 0:30 dimineața trecerea unităților de frontieră în starea de luptă, dată fiind iminența războiului, dar nici o singură unitate nu a primit avertismentele și ordinele la timp.
Șocul atacului a fost în principal datorat numărului foarte mare de unități ale Axei care au atacat simultan. Alături de milioanele de germani, mai multe sute de mii de români (Ion Antonescu a ordonat: "Ostași, vă ordon, treceți Prutul!), slovaci, unguri și italieni s-au alăturat atacatorilor, iar în nord, finlandezii au adus o contribuție importantă la lupta împotriva sovieticilor. Forțele sovietice care făceau fața atacului direct, (fără a pune la socoteală forțele din interior și rezervele STAVKA), au fost întărite masiv, efectivul lor crescând de la aproximativ 2,6 milioane pe 22 iunie la peste 4 milioane până la sfârșitul anului, în condițiile în care trebuiseră să facă față pierderilor de toate felurile cifrate la 4,5 milioane de oameni.
La început, viteza atacului german a făcut toate planurile de apărare sovietice total nefolositoare. Lipsa echipamentelor de transmisie radio a făcut ca multe ordine sovietice să fie depășite în momentul în care ajungeau la unitățile angajate în luptă.

## Evenimentele ulterioare
Dacă la început atacul a fost un succes, până în cele din urmă germanii au intrat în criză de timp — până în momentul în care  au ajuns în suburbiile Moscovei la începutul lunii decembrie, se instalase deja iarna rusească--. S-a spus de multe ori că Hitler a luat decizia greșită de a amâna atacul de pe data inițială 15 mai, deoarecea dorea să intervină mai întâi în Iugoslavia și să-l ajute pe Musolini care trebuia să facă față avansării grecești în Albania. Această acțiune a amânat cu cinci săptămâni atacul în și așa scurta vară rusească. Intervenția din Balcani a fost doar unul dintre motivele amânării — alt motiv a fost primăvara târzie din stepele rusești din anul 1941, cu vreme foarte ploioasă, care transformase drumurile din vestul Uniunii Sovietice în mocirle imposibil de traversat de vehiculele grele. În timpul campaniei, Hitler a ordonat ca greutatea atacului să fie transferată de la regiunea Moscovei către sud, pentru a grăbi cucerirea Ucrainei. Această mișcare a întârziat atacul asupra capitalei sovietice, deși a ajutat securizarea flancului Grupului de Armate Centru. Până în momentul în care atenția atacatorilor s-a îndreptat din nou asupra Moscovei, rezistența îndârjită a Armatei Roșii, ploile torențiale de toamnă și, mai târziu, iarna rusească, au oprit atacul german.
În plus, rezistența sovieticilor, care proclamaseră declanșarea "Marelui Război pentru Apărarea Patriei-Mamă", a fost mult mai puternică decât și-ar fi închipuit comandanții germani. Fortăreața de graniță de la Brest este o ilustrare a acestei tenacități neașteptate: atacată din prima zi a invaziei germane, se aștepta să fie ocupată în decursul a câteva ore. În loc de această victorie facilă, garnizoana sovietică a continuat să lupte vitejește în fortificațiile asediate timp de mai mult de o lună. Logistica germană a început să fie o problemă importantă din cauza lungimii tot mai mari a liniilor de aprovizionare și ca urmare a vulnerabilității lor la atacurile partizanilor sovietici din spatele frontului. Sovieticii au pus în practică politica "pământului pârjolit" în orice zonă din care erau forțați să se retragă, pentru a-i împiedica pe germani să folosească alimentele, combustibilii sau clădirile din zonele pe care le cucereau.
Germanii au continuat să avanseze în ciuda tuturor acestor piedici, de multe ori distrugând sau încercuind armate sovietice întregi, pe care le-au luat prizoniere. Bătălia de la Kiev a fost de o violență deosebită, diferită de tot ce se întâmplase până atunci în acel război. La mijlocul lui octombrie, Grupul de Armate Sud a reușit să preia controlul asupra Kievului și să ia peste 650.000 de prizonieri sovietici. Orașului Kiev i-a fost decernat mai târziu ordinul de Oraș Erou pentru rezistența îndârjită a apărătorilor săi.
Grupul de Armate Nord, care trebuia să cucerească Țările Baltice și în cele din urmă Leningradul, a avansat în august 1941 până în suburbiile orașului simbol al revoluției bolșevice. Aici, rezistența aprigă a sovieticilor a oprit înaintarea germanilor. De vreme ce atacul direct asupra orașului a părut prea costisitor, comandamentul nazist a hotărât să înfometeze orașul prin blocada terestră și navală, declanșând asediul de 900 de zile al Leningradului. Orașul a rezistat, în ciuda mai multor încercări germane de a-i străpunge liniile de apărare, în ciuda atacurilor neîntrerupte ale artileriei și aviației ca și a penuriei de alimente și combustibili, până când atacatorii au fost alungați din apropierea Leningradului la începutul anului 1944. Leningradul a fost primul oraș sovietic care a fost decorat cu ordinul de Oraș Erou.

## Cauzele înfrângerii sovieticilor la începutul campaniei    1
Cauza principală a înfrângerii de proporții a Armatei Roșii în 1941 a fost atacul surpriză al germanilor pentru care sovieticii erau slab pregătiți. Armata germană era în 1941 cel mai bine antrenată și experimentată din lume. Germanii aveau o doctrină militară avansată și un moral foarte ridicat, după o serie de victorii obținute cu foarte puține pierderi. Prin contrast, forțele armate sovietice duceau lipsă de cadre de conducere competente, de pregătire corespunzătoare și de entuziasm. Cea mai mare parte a planificării sovietice considera că nu va avea loc un război până în 1942, iar atacul german a avut loc când încă se mai făceau reorganizări ale Armatei Roșii, iar noile arme promise, dar netestate în luptă, de-abia începuseră să fie livrate. De asemenea, cea mai mare parte a trupelor sovietice erau concentrate de-a lungul noii frontiere sovietice din fostele teritorii poloneze, unde lipseau orice fel de fortificații importante, astfel încât atacatorii germani le-au înfrânt în numai câteva săptămâni de la începutul războiului. La început, multor unități sovietice le-a fost limitată libertatea de mișcare de ordinele antebelice ale lui Timoșenko și Jukov, (date la indicația lui Stalin de a nu se angaja în luptă și a nu "răspunde provocărilor"), urmate de prima reacție a ordinelor venite de la Moscova pentru "rezistența cu orice preț urmată de contraatac", care a dus la o vulnerabilitate crescută la mișcările de încercuire efectuate de germani. Inerția birocrației sovietice a adăugat un plus la dezorganizarea apărării sovietice.
Erorile tactice inițiale ale sovieticilor s-au dovedit catastrofale în primele săptămâni ale atacului german. La început, Armata Roșie a fost indusă în eroare de propriile supraestimări ale puterilor sale. Corpurile Mecanizate nu au reușit nici pe departe să distrugă diviziile de Panzere germane, dar în schimb au căzut în încercuire și au fost anihilate, după ce mai întâi fuseseră decimate de atacurile  în picaj ale bombardierelor Luftwaffe. Tancurile sovietice, prost întreținute și conduse de mecanici fără experiență, sufereau de o rată a defecțiunilor înfricoșător de mare. Lipsa de piese de rezervă a contribuit din plin la eșecul unităților de blindate sovietice. Decizia de a nu lupta alături de unitățile de infanterie s-a dovedit dezastruoasă. Lipsiți de sprijinul tancurilor și neavând suficiente mijloace de transport mecanizat, infanteriștii au fost incapabili să efectueze manevre rapide împotriva atacatorilor.
Stalin a dat ordine trupelor sale să nu se retragă și să nu se predea, ceea ce a dus la o dispunere statică a apărătorilor pe care tancurile germane le-au depășit fără probleme, pentru a le tăia mai apoi liniile de aprovizionare, ceea ce a dus la încercuirea unor întregi armate. Abia mai târziu Stalin a permis trupelor sovietice să se retragă în zonele în care se putea reorganiza apărarea în adâncime, sau unde se puteau regrupa în vederea contraatacurilor. Mai mult de 2,4 milioane de sovietici au căzut prizonieri până în decembrie 1941, când forțele celor doi beligeranți s-au înfruntat în suburbiile Moscovei.
În ciuda eșecului țintelor inițiale ale planului Barbarossa, uriașele pierderi sovietice au schimbat atitudinea propagandei oficiale comuniste. Dacă, în anii antebelici, guvernul afirma că armata este foarte puternică, prin toamnă afirma că Armata Roșie ar fi fost slabă pentru că nu ar fi fost suficient timp pentru pregătirile de război și că atacul german a venit prin surprindere.
O explicație alternativă este dată de Viktor Suvorov în cartea sa Spărgătorul de gheață, autorul descriind războiul ca fiind în mod intenționat facilitat de Stalin. Acest punct de vedere este puternic combătut de istoricii occidentali și este considerat doar o speculație.

## Efecte 1
Punctul culminant al Operațiunii Barbarossa a intervenit în momentul în care Grupul de Armate Centru, ajuns într-o situație foarte grea cu aprovizionarea din cauza noroaielor din toamnă, a primit ordinul de atac asupra Moscovei. Unitățile avansate germane puteau vedea clopotnițele Kremlinului în decembrie 1941. Germanii au cucerit suburbiile capitalei sovietice, acesta fiind aliniamentul cel mai avansat pe care aveau să-l atingă în timpul atacului. Apărătorii Moscovei, bine aprovizionați și echipați corespunzător pentru a suporta gerurile iernii rusești, au apărat cu ferocitate orașul în ceea ce a fost numită mai apoi Bătălia de la Moscova și i-au împins prin contraatacuri viguroase pe germani în stepa înghețată, odată cu venirea iernii. Moscova, pentru vitejia apărătorilor săi, a fost onorată mai târziu cu ordinul de Oraș Erou.
Fără adăposturi, fără o aprovizionare corespunzătoare, fără echipament de iarnă, germanii nu au putut face altceva decât să aștepte în stepa înghețată. Ei au reușit să evite să fie depășiți și încercuiți de contraatacurile sovietice, dar au suferit pierderi grele din cauza luptelor, dar și a vremii potrivnice.
În acele timpuri, cucerirea Moscovei fusese considerată cheia victoriei pentru germani. Istoricii încă mai dezbat problema aceasta, dacă pierderea capitalei sovietice ar fi dus la înfrângerea Uniunii Sovietice, sau nu. Cum, în decembrie, Germania a declarat război și SUA, după șase luni de la declanșarea războiului, situația strategică germană devenise disperată, dat fiind faptul că industria germană nu era pregătită pentru un război de lungă durată.
Războiul pe frontul de răsărit a continuat încă timp de patru ani sângeroși. Jertfele umane de pe acest front nu vor putea fi niciodată stabilite cu precizie. Aprecierile privind numărul militarilor sovietici morți variază mult, de la 8,5 milioane la 15 milioane. Numărul de civili morți în timpul războiului este de asemenea o problemă aflată în dispută, cifra de 20 de milioane fiind cel mai des citată. Nici numărul de soldați germani uciși în luptă nu este foarte ușor de stabilit. Estimări recente (Rüdiger Overmans) consideră că peste 3 milioane de germani au pierit în timpul luptelor împotriva Armatei Roșii, sau în lagărele sovietice de prizonieri. Stalin a hotărât deportarea în lagărele de muncă din sistemul Gulagului a soldaților sovietici care se predaseră germanilor, dar și a prizonierilor de război din rândurile forțelor Axei și a unor întregi națiuni suspectate de colaboraționism cu ocupantul nazist. Pierderile neînchipuit de mari de pe frontul de est au fost una dintre cauzele posibile ale Războiului rece, de vreme ce Uniunea Sovietică, încă devastată de război, a hotărât să mențină un control strict asupra Europei Centrale și Răsăritene, pentru a descuraja orice nouă invazie dinspre vest și de a crea o zonă tampon între occidentul capitalist și estul comunist.

## Cauzele eșecului Operațiunii Barbarossa
Principala cauză a eșecului german a fost subestimarea capacităților Uniunii Sovietice și a rezistenței îndârjite a Armatei Roșii. Planificarea războiului s-a dovedit greșită din punct de vedere logistic.
Situația grea și periculoasă în care s-a regăsit armata germană la sfârșitul anului 1941 a fost cauzată și de continua creștere a puterii Armatei Roșii, la care s-au adăugat și alți factori, care au scăzut dramatic eficacitatea forțelor atacatoare. Printre acești factori s-au numărat întinderea peste măsură a fronturilor de atac, a liniilor de aprovizionare, criza din sistemul de transport, care a afectat atât aprovizionarea cât și mobilitatea trupelor, temperaturile extreme și scăderea constantă a efectivelor germane.
Atacul german a fost asemănat de multe ori cu Invazia lui Napoleon în Rusia.

### Subestimarea potențialului sovietic
Germanii au subestimat în mod grosolan puterea de mobilizare a Armatei Roșii. Efectivul de mobilizare de început (totalul trupelor deja antrenate care pot fi puse pe picior de război în timp scurt) a fost de două ori mai mare decât se așteptaseră germanii. Până la începutul lunii august, noile armate formate luaseră deja locul celor distruse până în acel moment. Acest unic fapt ar fi fost de ajuns să provoace eșecul Operațiunii Barbarossa, deoarece germanii trebuiau să-și limiteze operațiunile la o lună pentru aprovizionare și la numai șase săptămâni pentru a termina bătăliile mai înainte de începerea sezonului ploios, ceea ce s-a dovedit o sarcină imposibil de îndeplinit. Pe de altă parte, Armata Roșie s-a dovedit capabilă să înlocuiască uriașele pierderi într-un timp scurt și nu a putut fi distrusă în calitatea ei de forță coerentă de luptă. Când diviziile constituite din recruți antrenați înainte de război au fost distruse, ele au fost înlocuite cu altele complet noi, cu o medie a recrutărilor de aproximativ jumătate de milion lunar, pe parcursul întregului război. Tocmai această capacitate a sovieticilor de a mobiliza forțe numeroase într-un timp scurt, deși uneori slab echipate și antrenate, le-a permis să supraviețuiască primelor șase săptămâni critice ale războiului, iar grava subapreciere a acestei capacități a făcut ca planurile germane să se dovedească în final total nerealiste.
În plus, informațiile strânse de serviciile sovietice de spionaj excludeau posibilitatea unui război cu Japonia, ceea ce a permis transferarea unor importante efective din Extremul Orient Sovietic spre teatrul european de operațiuni în momentele cele mai critice.
Chiar după ce germanii și-ar fi atins obiectivele și s-ar fi aflat pe aliniamentul Arhanghelsk – Volga, este foarte probabil ca războiul să nu se fi încheiat. Uniunea Sovietică dispunea de rezerve vaste în părțile estice ale țării, de vreme ce reușise să-și transfere industria de război în Munții Urali, Asia Centrală și Siberia, astfel războiul putând să continuie multă vreme.

### Greșeli ale planificării logistice
Obiectivele Operațiunii Barbarossa au fost nerealiste de la început. Declanșarea războiului în timpul verii uscate a fost favorabilă germanilor, care i-au luat pe sovietici prin surprindere, cărora le-au fost distruse numeroase unități militare și o cantitate uriașă de armament în primele câteva săptămâni. Când vremea favorabilă a făcut loc condițiilor grele ale toamnei și iernii, iar Armata Roșie a recuperat handicapul începutului, ofensiva germană a început să dea semne de oboseală. Armata germană nu a putut fi aprovizionată pentru desfășurarea unei ofensive îndelungate. Pur și simplu nu exista suficient carburant pentru a face ca întreaga armată să-și atingă obiectivele inițiale.
Aceste fapte au fost bine înțelese de unitățile germane de aprovizionare chiar înainte de declanșarea atacului, dar avertismentele lor nu au fost luate în seamă. Întregul plan german se baza pe presupunerea că trupele atacatoare aveau să se bucure de întreaga libertate strategică datorită colapsului complet al Armatei Roșii. Numai după aceea ar fi fost posibilă redirecționarea suportului logistic masiv către aprovizionarea cu combustibil necesară pentru câteva unități mobile însărcinate cu ocuparea statului înfrânt.
Infanteria și tancurile germane au înaintat între 450 și 500 de kilometri în prima săptămână, dar liniile de aprovizionare se luptau cu disperare să țină pasul cu atacul. Liniile ferate sovietice nu au putut fi folosite la început pentru aprovizionare din cauza diferențelor de ecartament, până când au fost fabricate suficiente locomotive și boghiuri pentru vagoane. Convoaiele care se deplasau cu viteză redusă erau țintele favorite ale partizanilor sovietici, deși, în 1941, trupele de partizani erau relativ puține. Lipsa de provizii a încetinit în mod semnificativ blitzkriegul.

### Condițiile meteorologice
Probabil nici un alt factor nu a fost atât de prost apreciat de planificatorii germani ca evoluția vremii în timpul invaziei. Vremea este un factor neutru în desfășurarea războiului. Tabăra care este mai bine pregătită să folosească condițiile meteorologice va câștiga un avantaj, tabăra care le va ignora va suferi pe măsură. Subestimarea forței Armatei Roșii a pus armata germană la discreția vremii nefavorabile.
Forțele germane nu erau pregătite să facă față condițiilor meteorologice extreme și rețelei proaste de drumuri din URSS. Toamna ploiasă a transformat terenul într-o mocirlă nesfârșită, care a încetinit mult avansarea germanilor. În timpul verii, atacatorii au trebuit să facă fața pământurilor transformate în praf zburător, în timpul toamnei au trebuit să facă față noroaielor lipicioase, iar iarna au trebuit să lupte cu ninsoarea abundentă și gerul năpraznic. Tancurile germane erau dotate cu șenile înguste, care asigurau putere de tracțiune scăzută și o flotabilitate redusă în noroi. Prin comparație, noile tancuri sovietice, așa cum erau T-34 și KV, erau cu mult mai mobile. Cei peste 600.000 de cai de talie mare europeană, folosiți pentru aprovizionare și mișcarea pieselor de artilerie, nu au rezistat bine în aceste condiții meteorologice grele. Caii de talie mică ai Armatei Roșii erau incomparabil mai bine adaptați la climatul aspru și erau învățați să scurme cu copitele în zăpada înghețată după iarba de dedesubt.
Cele mai multe unități germane erau total nepregătite pentru schimbările rapide de vreme din toamna și iarna anului 1941. Deși fusese pregătit echipament corespunzător în depozite, capacitatea de a-l duce la destinație de-a lungul rețelei de transport foarte solicitate nu exista. Prin urmare, soldații nu au fost îmbrăcați și încălțați corespunzător și au fost nevoiți să-și căptușească vestoanele cu ziare pentru a rezista temperaturilor care scăzuseră la niveluri record de −30 °C. Pentru a încălzi marmitele și sobele, germanii ardeau carburantul prețios care nu putea fi procurat cu ușurință. În acest timp, soldații sovietici aveau uniforme vătuite, călduroase, cizme din pâslă și căciuli din blană.
Unele dintre armele germane nu au funcționat corespunzător în frigul rusesc. Uleiul folosit la ungere s-a dovedit necorepunzător temperaturilor foarte scăzute. Ca rezultat, motoarele și armele automate nu mai funcționau. Pentru a încărca tunurile, unsoarea înghețată de pe obuze trebuia curățată cu un cuțit. Motorina folosită pentru tancuri și pentru cele mai multe dintre camioane îngheța în condițiile frigului extrem. Forțele sovietice se confruntau cu mult mai puține probleme, datorită experienței lor de luptă în condiții extreme. Avioanele aveau motoarele acoperite cu pături termoizolatoare pentru a împiedica înghețarea lor cât timp erau parcate în hangare sau pe pistă. Se folosea benzină ușoară pentru aceste avioane. Cele mai multe camioane și tancuri sovietice din anii antebelici foloseau de asemenea motorina, dar motoarele din noua generație foloseau benzina care rezista mai bine la îngheț.
Se crede in mod obișnuit că noroiul adânc, urmat de zăpezile mari și frigul puternic au oprit toate operațiunile militare în timpul cumplitei ierni rusești. De fapt, operațiunile militare au fost încetinite de acești factori, dar nu au încetat. Ofensiva sovietică din decembrie 1941 a înaintat cu peste 160 de kilometri în anumite sectoare, demonstrând că războiul mobil era posibil chiar în condițiile iernii extreme.
Când a început iarna grea, Hitler s-a temut să nu repete retragerea dezastruaoasă a lui Napoleon Bonaparte și a dat ordin trupelor germane să reziste cu orice preț pe poziții și să respingă toate contraatacurile sovietice. Aceste ordine au devenit cunoscute ca "rezistă sau mori". Ca urmare a acestor ordine, armatele germane au suferit pierderi importante.